# Eugênio German
 Eugênio Maciel German  (* 24. Oktober 1930 in Ubá, Brasilien; † 1. April 2001 in Belo Horizonte, Brasilien) war ein brasilianischer Schachspieler.

## Leben
1949 gewann Eugênio German einen Wettkampf gegen Jayme Schreibman Moses in Belo Horizonte (+2 =1 −1). Im selben Jahr wurde er bei der 17. Brasilianischen Meisterschaft in Rio de Janeiro geteilter 3.-4 (Sieger wurde Walter Cruz). Im Jahr 1950 wurde er bei der 18. Brasilianischen Meisterschaft, erneut in Rio de Janeiro, geteilter 5.–6. (es siegte Jose Thiago Mangini). Im folgenden Jahr schließlich gewann er die 19. Ausgabe des Wettbewerbs in Fortaleza. 1951/52 erreichte er bei einem Turnier in San Rafael den vierten Platz (Erich Eliskases siegte). 1952 wurde er geteilter 7.–8. bei einem Turnier in Mar del Plata (Julio Bolbochán und Héctor Rossetto gewannen). Im selben Jahr wurde er in São Paulo hinter Flavio de Carvalho Jr. geteilter 2.–3. bei der 20. Brasilianischen Meisterschaft.
1960 gewann er in Belo Horizonte ein Qualifikationsturnier für das südamerikanische Zonenturnier. Im selben Jahr wurde er beim Zonenturnier in São Paulo geteilter 3.–5. (Julio Bolbochán gewann). 1961 gewann er vor Rodrigo Flores und Bernardo Wexler den Zonenturnier-Stichkampf und qualifizierte sich für das Interzonenturnier Stockholm 1962. Dort erreichte er den geteilten 19.–20. Platz. In den Jahren 1963 und 1965 gewann er noch zwei Turniere in Belo Horizonte, und 1972 konnte er in Blumenau die 39. Brasilianische Meisterschaft für sich entscheiden.
Eugenio German nahm für Brasilien an drei Schacholympiaden teil:
- Bei der Schacholympiade 1952 in Helsinki am ersten Brett (+6 =3 −2);
- Bei der Schacholympiade 1968 in Lugano am zweiten Brett (+5 =3 −7);
- Bei der Schacholympiade 1972 in Skopje am ersten Brett (+8 =8 −4).[2]

Im Jahr 1952 wurde ihm von der FIDE der Titel Internationaler Meister verliehen, womit er der erste brasilianische Träger dieses Titels wurde.